# Staroffice
Staroffice, i marknadsföring skrivet StarOffice, var Sun Microsystems kommersiella kontorspaket, baserat på Star Divisions program med samma namn. Kontorspaketet innehåller ordbehandlare, kalkylprogram, presentationsprogram och databas. Staroffice har stöd för XML-formatet som inkluderar Opendocument-standarden och kan framställa dokument i PDF- och Flash-formaten.
Staroffice är ett betalprogram, både för privatpersoner och företag.
Staroffice är baserat på Openoffice.orgs kodbas med ytterligare funktioner. Openoffice i sin tur baserades på Staroffices Unix-version, med stora ändringar i kodstruktur och bättre samspel med Unix-konventioner.
Tillagda proprietära komponenter inkluderar:
- Fontmeter kompatibel med Unicode- och Truetype-typsnitt innehållande bitmappar med kritiska anmärkningar för bättre utseende på mindre typsnittsstorlekar
- Adabas D-databas
- Staroffice-only-mallar och -provdokument
- Stort Clip Art-galleri
- Sorteringsfunktionalitet för Asien-versioner
- Filfilter för ytterligare äldre ordbehandlingsformat (inkluderar EBCDIC)
- Kommersiell språkkontroll
- Staroffice Configuration Manager
- Macro converter för att konvertera Microsoft Office VBA-makron till Starbasic

Staroffice 7 har filfilter för Wordperfect, medan Openoffice.org inte har det. Openoffice.org 2 lade till filfilter för Wordperfect så nu har båda programmen filter för formatet.
Från och med augusti 2007 ingick Staroffice 8 i programpaketet Google Pack, men inte längre. [källa behövs]

## Historia
Stardivision grundades 1984 i tyska Lüneburg av sextonåriga Marco Börries. Den första versionen av Starwriter skrevs för Amstrad CPC (CP/M). Programmet portades till Amstrad PC-1512 (DOS 3.2). Den integrerade kontorsprogramssviten Staroffice skrevs för DOS, OS/2 Warp och Microsoft Windows.
Staroffice 3.0 stödde DOS, Windows 3.1, OS/2, Solaris på Sparc och, som beta från 1996, Power Mac. Version 3.1 stödde också Windows 95 och Solaris och Linux på x86. Version 5 stödde Windows NT 3.51.
Staroffice blev ett gratisprogram 1998 och Sun Microsystems köpte Stardivision 1999 för 73,5 miljoner dollar. Sun ville konkurrera med Microsofts Microsoft Office och samtidigt spara pengar: Stardivision var billigare än licenser för 42 000 anställda.
Sun lät privatpersoner använda Staroffice 5.2 gratis. Utvecklingen som följde liknade den med Netscape och Mozilla: programmet gavs snart ut under en öppen/fri licens. Den fria versionen utvecklades under namnet Openoffice (snart Openoffice.org p.g.a. en varumärkeskonflikt), dels av Suns anställda, dels av en gemenskap som bildades kring projektet. Koden användes för de proprietära versionerna som med vissa tillägg gavs ut som Staroffice.
Staroffice 5.2 stödde Windows 95, Windows 98, Windows NT, Windows 2000; Linux på x86 samt Solaris på Sparc och x86.
Staroffice 6.0 byggde på Openoffice 1.0, där man skalat bort en mängd komponenter, bland annat de virtuella arbetsbord som fungerat separat från motsvarande operativsystemfunktion. Ett nytt XML-baserat filformat infördes.
Staroffice 9.0, som gavs ut i november 2008 och byggde på Openoffice.org 3.0, var den sista som gavs ut av Sun.
Efter att Oracle köpt Sun 2010 gav de ut Oracle Open Office baserad på Openoffice.org 3.3.